# Aldo Montano (1910-1996)
Pour les articles homonymes, voir Aldo Montano.
Aldo Montano (né le 23 novembre 1910 à Livourne et mort le 2 septembre 1996 dans la même ville) est un sabreur italien.

## Biographie
Aldo Montano dispute deux éditions des Jeux olympiques. En 1936 à Berlin, il est médaillé d'argent olympique de sabre par équipe avec Giulio Gaudini, Gustavo Marzi, Aldo Masciotta, Vincenzo Pinton et Athos Tanzini. Il obtient une nouvelle médaille d'argent par équipe en 1948 à Londres, avec Vincenzo Pinton, Gastone Darè, Carlo Turcato, Mauro Racca et Renzo Nostini.

## Famille
Aldo Montano est le père de Mario Aldo Montano et le grand-père d'Aldo Montano (1978), ainsi que l'oncle de Carlo Montano, Mario Tullio Montano et Tommaso Montano, tous escrimeurs.